# میساتو، سایتاما (شهرک)
میساتو، سایتاما (شهرک) (به لاتین: Misato, Saitama (town)) یک منطقهٔ مسکونی در ژاپن است که در استان سایتاما واقع شده‌است. میساتو ۳۳٫۴۱ کیلومتر مربع مساحت و ۱۱٬۱۷۰ نفر جمعیت دارد.